# Хидалго, Боди
Боде Шейн Девис (англ. Bode Shane Davis; род. 22 февраля 2002, Санди, Юта) — американский футболист, полузащитник клуба «Реал Солт-Лейк».

## Клубная карьера
Хидалго — воспитанник клуба «Реал Солт-Лейк». 11 июля 2020 года в поединке против «Сан-Диего Лойал» он дебютировал в USL за дублирующий состав. 20 марта 2022 года в матче против «Нэшвилла» он дебютировал в MLS за основной состав. 9 октября в поединке против «Портленд Тимберс» Боде забил свой первый гол за «Реал Солт Лейк».